# Envelopes
Envelopes è un gruppo indie-pop formato da musicisti svedesi e francesi.

## Storia del gruppo
Gli Envelopes debuttano con l'album Demon (Demo in svedese) che è stato pubblicato in Inghilterra ad agosto 2005 e negli Stati Uniti in aprile 2006. L'album è stato registrato all'Henrik Orrling's family farm in Svezia, dove è anche stato girato il video del loro primo singolo Sister in Love. Demon include anche registrazioni amatoriali fatte dal 2001 al 2004.
Gli Envelopes hanno fatto un tour in Inghilterra nel febbraio del 2004. Nel 2006 hanno suonato al SXSW e in settembre c'è stato un nuovo tour con Ratatat negli Stati Uniti.
Nell'agosto del 2007 è stato reso fruibile un album intitolato 'Soup of Germs' in formato mp3 nel loro sito. L'album contiene 11 tracce mixate con pezzi di canzoni dei loro artisti favoriti, come i The B-52's, i Talking Heads e i Pink Floyd. Questo album fu anche distribuito gratis in diversi loro concerti, in un compact disc con la copertina di 'Soup of Germs'.
Il loro secondo album, "Here Comes The Wind", è stato pubblicato in febbraio del 2008 dalla Brille Records.

## Formazione
- Henrik Orrling - voce, chitarra, tastiera
- Audrey Pic - voce, chitarra, tastiera
- Fredrik Berglind-Dehlin - chitarra
- Martin Karlsson - basso
- Filip Ekander - batteria

## Discografia

### Album
- Demon (2006) - Brille
- Here Comes The Wind (2008) - Brille

### Singoli ed EP
- I Don't Like It (2004) - Rex Records
- Sister in Love (2005) - Brille
- Freejazz (2006) - Brille
- I Don't Even Know (LA Priest remix) - Brille
- Smoke In The Desert, Eating The Sand, Hide In The Grass (2007) - Brille
- Life on the Beach (2007) - Brille
- Party (2008) - Brille
- Put on Hold